# Kalisoro
Kalisoro is een bestuurslaag in het regentschap Karanganyar van de provincie Midden-Java, Indonesië. Kalisoro telt 3926 inwoners (volkstelling 2010).